# Sankt-Peterbúrgskiye Védomosti

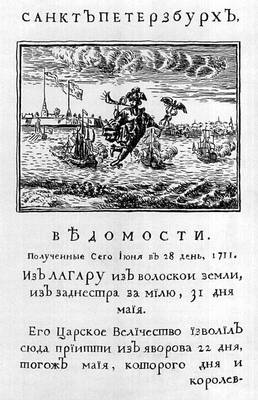
Portada del Védomosti de 1711.

Sankt-Peterbúrgskiye Védomosti (en ruso: Санкт-Петербу́ргские ве́домости) es periódico impreso más antiguo en Rusia. Fue establecido por ukaz del zar Pedro I de Rusia del 16 de diciembre de 1702 y la primera publicación salió a la luz el 2 de enero de 1703.
Desde su fundación a 1728, fue conocido como Védomosti (Вѣдомости), entre esa fecha y 1914, como S. Peterbúrgskiya Védomosti (С.-Петербургскія Вѣдомости), entre 1914 y 1917, Petrográdskiya védomosti (Петроградскія Вѣдомости), entre 1917 y 1991, Leningrádskaya pravda (Ленинградская правда).
Desde 1917, se subtitula como "diario de literatura y política". La versión actual del periódico (desde 1991) es el mayor diario del noroeste del país.

## Védomosti de Pedro
Siguiendo la línea del Kuranty (periódico manuscrito del siglo XVII), el periódico de Pedro el Grande contenía esencialmente informes de las victorias militares y relaciones diplomáticas, escritos por el mismo zar o traducidos de periódicos de las Provincias Unidas de los Países Bajos que él elegía.
Originalmente, el periódico era publicado en el Patio de la Imprenta de Kitay-górod, Moscú. En 1718, se empezaron a introducir grabados como decoración, que representaban usualmente la fortaleza de San Pedro y San Pablo sobre el río Nevá, reflejando la importancia creciente de San Petersburgo. Desde 1711, la mayoría de los números eran imprimidos en la capital del Norte.
El Védomosti de Pedro se publicaba irregularmente, según llegaban las noticias importantes -en ocasiones aparecieron hasta setenta publicaciones anuales, y en otras solo una. La circulación osciló ente las pocas docenas de copias a las cuatro mil. En 1719, el periódico estaba compuesto por 22 páginas. Estas publicaciones iniciales del Védomosti -de las cuales se conserva solo una parte- fueron reimpresas en 1855.

## Védomosti académico
Con la muerte de Pedro en 1725, el periódico perdió a su contribuidor más preciado. Al no tener Rusia periodistas que pudieran continuar el proyecto, la titularidad del periódico fue transferida a la Academia Rusa de Ciencias, que lo rebautizó como Sankt-Peterburgskie védomosti ("Noticias de San Petersburgo) en 1727.
Durante el siglo XVIII, los académicos publicaron el periódico dos veces a la semana, con suplementos dedicados a "comentarios" de investigación, entre cuyos editores estuvieron Gerhard Friedrich Müller, Mijaíl Lomonósov e Ipolit Bogdanóvich. A partir de 1800, el periódico se publicó diariamente.

## SiglosXIXyXX
El control editorial correspondió al periodista liberal Yevgueni Korsh desde 1863, y con él, el Védomosti pasó a la vanguardia de la vida política del país, haciendo campaña por las reformas europeizantes y opuesto a la actitud conservadora del semioficial Movskóvskiye védomosti. Las ideas liberales de Korsh chocaron con los censores hasta 1875, cuando fue despedido del cuerpo editorial y el diario pasó al control del Ministerio Imperial de Educación.
Desde entonces, la circulación e influencia del periódico sufrieron un declive, tomando una posición editorial octubrista. La revolución comportó su cierre en 1917 y su reapertura como diario del Partido Comunista, el Leningrádskaya pravda. En 1991 fue recuperado como Sankt-Peterbúrgskiye Védomosti, y su primera edición apareció el 1 de septiembre de ese año. Es publicado cinco veces a la semana, con una tirada de 190.000 ejemplares. Existe asimismo un diario de negocios, el Védomosti, que empezó a publicarse en 1999.

## Edición moderna
El 28 de diciembre de 1995, el periódico fue reorganizado por la Oficina del Alcalde de San Petersburgo como una sociedad por acciones. Pertenece a la Casa Editorial Sankt-Peterbúrgskiye Védomosti. Vladímir Putin fue el primer Presidente de la Junta de Asesores del periódico hasta 1997
En 2005, Bank Rossiya, cofundador de la sociedad por acciones y propietario hasta entonces del 20% de las acciones del periódico, adquirió un bloque del 35 % del accionariado, convirtiéndose en el accionista mayoritario.